# Смирнов, Василий Васильевич (инженер-строитель)
Василий Васильевич Смирнов (1896—1969) — советский инженер-строитель, инженер-полковник (1943).
В 1945—1956 главный инженер, 1956—1964 заместитель директора по научной работе, 1964—1969 гл. специалист по НИОКР Ленгипростроя (вначале назывался ГСПИ-11) — института по проектированию ядерных объектов.
Лауреат Сталинских премий 1949 и 1953 года.
Награждён орденами Ленина (1941, 1949), Трудового Красного Знамени (1939), Красной Звезды (1944, 1955).